# 목천 상씨
목천 상씨(木川尙氏)는 충청남도 천안시 목천읍을 본관으로 하는 한국의 성씨이다. 시조는 목천호장(木川戶長)을 지낸 상국진(尙國珍)이다.
12세손 상진(尙震)이 조선 명종조에 우의정, 좌의정을 거쳐 영의정에 올라 15년 동안 조선의 재상으로 국정을 총괄하였다.

## 역사
시조 상국진(尙國珍)은 목천호장(木川戶長)을 지냈다. 『동국여지승람(東國輿地勝覽)』과 『목천상씨갑자대동보(木川尙氏甲子大同譜)』 등에 의하면 그의 선조는 백제 호족으로 왕건(王建)이 고려를 개국할 때 목천(木川) 상왕산(尙王山)에 웅거하면서 여러 차례 백제 재건운동을 벌이자 왕건이 상(象: 코끼리)이라는 축성(畜姓)으로 고치게 하였다. 시조의 묘는 목천 상왕산 아래 간좌에 있으며 향사일은 음력 10월 3일이다.
상국진의 아들 상득유(尙得儒)가 고려 문종(文宗)조에 최충(崔沖)이 세운 구재(九齋)의 대빙재학사(待聘 齋學士)에 선발되어 향역(鄕役)을 면제받으면서 본래의 상(尙)씨로 환원되었다.
상득유의 아들 상원(尙愿)이 급사(給事)를 지내며 임지(任地)를 따라 임천(林川)으로 옮겨 10대를 세거하였다.
9세손 상영부(尙英孚)는 호군(護軍)을 역임하였고, 충청도 임천(林川)에서 살고 있을 때 가세(家勢)가 풍족하였는데, 채권(債卷)을 불살라 버리고 말하기를, "나의 후손은 반드시 창성할 것이다." 하였다. 이후 10세손 상효충(尙孝忠)이 수군 우후(水軍虞侯)를 역임하고, 11세손 상보(尙甫)는 안기도 찰방(安奇道察訪)을 지냈다.
12세손 상진(尙震)이 1519년(중종 14) 문과에 급제하여 1549년(명종 4) 우의정이 되고, 1551년(명종 6) 좌의정을 거쳐 1558년(명종 13) 영의정(領議政)에 올라 15년 동안 조선의 재상으로 국정을 총괄하였다.

## 기원
상씨(尙氏)는 본래 중국(中國) 상당(上黨 : 산서성 기령도 노성현)에서 계출(系出)된 성씨(姓氏)로 당(唐)나라 덕종(德宗) 때 병마사(兵馬使)를 지낸 상가고(尙可孤)의 후예(後裔)로 전한다.
1976년 간행된 《병진보(丙辰譜)》 서문과 《삼국사기(三國史記)》에 의하면 고구려 서천왕(西川王) 때의 국상(國相) 상음우(尙陰友)의 아들 상루(尙婁)가 271년(서천왕 2) 국상에 임명되어, 294년(봉상왕 3)까지 국상을 역임하는 등 벌족이었으나, 고구려가 목천 지역을 차지한 후 백제의 귀족이 되었다고 한다. 신라 흥덕왕(興德王)의 신하로 상예(尙芮)·상완(尙莞)이 있었다고 한다. 《고려사》에 기록된 후백제의 장군 상달(尙達)과 상애(尙哀) 등이 백제 부흥운동에 참여하여 고려에 저항하자 고려 태조는 상(象)씨로 바꾸게 하였다고 한다.
조선 성종 때 간행된 《동국여지승람(東國輿地勝覽)》에 의하면 고려를 건국할 때 백제 유민들이 목천 상왕산에 웅거하며 백제 재건을 위해 여러 차례에 걸쳐 반기를 들자 태조 왕건(王建)은 반란을 꾀한 일족에게 우(牛, 소), 마(馬, 말), 상(象, 코끼리), 돈(豚, 돼지), 장(獐, 노루) 등의 축성(畜姓)을 내렸는데 후손들이 뒷날 우(于), 상(尙), 돈(頓), 장(張)으로 성씨를 회복하였다고 한다. 이 때 상(尙)씨도 상(象)으로 성이 바뀌었으나, 고려 문종 때 상국진의 아들 상득유(尙得儒)가 최충(崔沖)이 세운 구재(九齋)의 대빙재학사(待聘 齋學士)가 되어 향역(鄕役)을 면하면서 본래의 상(尙)씨로 환원되었다.

## 인물
- 상진(尙震, 1493년 ~ 1564년) : 1519년(중종 14) 별시 문과에 급제하고, 1526년 예조좌랑 때 성절사의 서장관으로 명나라에 다녀왔다. 1528년 사헌부장령(司憲府掌令)을 거쳐 1534년(중종 29) 대사간(大司諫)이 되었고, 1539년(중종 34) 형조판서와 대사헌을 역임하고, 1541년(중종 36) 한성부판윤이 되었다. 1543년(중종 38) 공조판서가 되었다가 병조판서에 제수되어 조선의 국방을 총괄하였다. 1546년 명종이 즉위하자 문정왕후의 후원으로 우참찬이 되었고, 1549년(명종 4) 이기·윤원형의 추천으로 이조판서에 이어 우의정에 올랐으며, 1551년(명종 6) 좌의정이 되었다.[3] 정승이 되어서는 심통원과 사돈을 맺었다. 1558년(명종 13) 영의정에 올라 14년 동안 조선의 재상으로 국정을 총괄하였다. 1563년(명종 18) 영중추부사(領中樞府事)로 전임된 뒤 기로소(耆老所)에 들어갔으며 궤장(几杖)을 하사받았다. 시호는 성안(成安)이다.[4]

- 상붕남(尙鵬南) : 상진(尙震)의 아들. 중종 때 사관이 되어 우찬성 등 요직을 두루 역임하고, 『중종실록』 편찬에도 참여하였다. 음보(蔭補)로 벼슬에 등용되어 판결사(判決事)에 이르렀다. 외손자 이기준(李耆俊)은 1580년(선조 13) 별시문과에 급제하여 승문원정자(承文院正字)를 지냈다.[5]

- 상득용(尙得容) : 영의정 상진(震)의 후손으로, 무과에 급제하여 수문장(守門將)이 된 뒤 선전관·훈련원판관·화량진첨사(花梁鎭僉使) 등을 역임하였다. 무인으로서 독서를 즐겨 『육도(六韜)』·『손자(孫子)』·『무자(武子)』 등 병서에 해박하였고, 경사(經史)에도 밝았으며 천문·주수(籌數)에 두루 능하였다. 말년에는 고향에 돌아가 제자양성에 노력, 우수한 인재를 많이 배출하였다.[6]
- 상직현(尙稷鉉) : 고종의 호위무관으로 알려져 있으며, 휴대용 해시계인 ‘일영원구’(日影圓球)를 제작한 것으로 기록되고 있다.[7]

## 본관
목천(木川)은 충청남도 천안시(天安市) 목천읍 일대의 지명이다. 본래 백제의 대목악군(大木岳郡)이었다. 757년(신라 경덕왕 16)에 대록군(大麓郡)으로 고쳐 금지현(金池縣：全義)과 순치현(馴雉縣：豊歲)을 관할하였다. 940년(고려 태조 23)에 목주(木州)로 개칭했으며, 1018년(현종 9)에 청주의 속현이 되었다. 1172년(명종 2)에 감무를 둠으로써 독립하여 연기현(燕岐縣) 감무를 겸하였다. 1413년(태종 13)에 목천현이 되어 조선시대 동안 유지되었다. 1895년(고종 32) 목천군으로 개편되었으나 1914년 목천면으로 축소되어 천안군에 편입되었다. 1942년 목천군의 일부였던 갈전면이 병천면으로 개칭되었다. 2002년 목천면이 목천읍으로 승격했다.

## 분파
15세손에 이르러 상자산(尙子産)의 후손은 부여파(扶餘派)로, 상자화(尙子華)의 후손은 원주파(原州派)로, 상자천(尙子賤)의 후손은 풍덕파(豊德派)로 각각 분파되었다.

## 과거 급제자
조선시대 과거 급제자 15명을 배출하였다.
문과
상진(尙震)
무과
상광택(尙光澤) 상대용(尙大容) 상대창(尙大昌) 상사주(尙師周) 상선(尙選) 상손(尙遜) 상시창(尙時昌) 상유주(尙維周) 상인첨(尙仁詹)
생원시
상동규(尙東奎) 상빈주(尙賓周) 상이택(尙履澤) 상진(尙震)
음관
상우현(尙禹鉉)

## 항렬자
| 15세   | 16세   | 17세   | 18세   | 19세   | 20세   | 21세   | 22세   | 23세   | 24세   | 25세   | 26세   | 27세   | 28세   | 29세          | 30세          | 31세          | 32세          | 33세          | 34세          | 35세          |
| ------ | ------ | ------ | ------ | ------ | ------ | ------ | ------ | ------ | ------ | ------ | ------ | ------ | ------ | ------------- | ------------- | ------------- | ------------- | ------------- | ------------- | ------------- |
| 子(자) | 詹(첨) | 周(주) | 系(계) | 澤(택) | 東(동) | 容(용) | 致(치) | 鉉(현) | 水(수) | 植(식) | 炳(병) | 圭(규) | 義(의) | 淙(종) 澈(철) | 柱(주) 梃(정) | 熙(희) 烈(열) | 珉(민) 培(배) | 鏞(용) 鎬(호) | 漢(한) 演(연) | 桓(환) 秀(수) |

## 집성촌
- 서울특별시 서초구
- 충청남도 논산시 상월면 대촌리
- 충청남도 보령시 주산면 야룡리
- 강원도 원주시 호저면 옥산리
- 대구광역시 달성군 공산면

## 문화재
- 성안공 상진 묘역(成安公 尙震 墓域) : 서울특별시 유형문화재 제60호. 높이 362cm, 비신 높이 220cm, 너비 106cm, 두께 36cm. 성안은 조선 중기의 재상 상진의 시호로, 이 비는 1566년(명종 21)에 세워졌다. 화강암제 장대석 기단과 네모받침돌 위에 대리석제 비신(碑身)을 얹은 다음, 그 위에 화강암제 첨석(檐石)을 얹었다. 받침돌 4면에는 방형 구획 속에 꽃무늬를 조각하였다. 비문은 손자 상시손(尙蓍孫)의 부탁으로 좌찬성 홍섬(洪暹)이 지었고, 글씨는 송설체(松雪體)에 뛰어났던 여성군(礪城君) 송인(宋寅)이 썼으며, “成安公神道碑銘”이란 두전(頭篆)은 둘째 사위 예문관검열 이제신(李濟臣)이 썼다. 비문에는 중종·인종·명종대에 활약한 상진의 행력과 충후(忠厚)하고 전중(典重)한 그의 품성과 행위에 대해 적혀 있다.

## 관련 단체
- 상문고등학교(尙文高等學校) - 서울 서초구에 위치한 상문고 부지는 조선 명종 때 영의정을 지낸 상진(尙震) 정승이 서거하면서 위토로 하사 받은 20여만평의 일부로 목천 상씨 성안공파의 문중 선산이었다. 1968년 서초구 일대가 남서울도시계획에 들어가 도로가 뚫리게 되자 선산을 지키기 위해 목천 상씨 문중에서 성씨인 尙자와 학문을 뜻하는 文자를 합쳐 학교를 건립하였다.

## 인구
- 1985년 499가구 2,054명
- 2000년 702가구 2,293명
- 2015년 2,272명 (남 1,144명 + 녀 1,115명)

## 같이 보기
- 목천 장씨 (木川 張氏)
- 목천 우씨 (木川 于氏)
- 목천 돈씨 (木川 頓氏)
- 목천 마씨 (木川 馬氏)